# Jean-Marie Gaspard Gauvilliers
Jean Marie Gaspard Gauvilliers, né le 2 février 1755 à Charolles (Bourgogne), mort le 11 octobre 1823 à Maltat (Saône-et-Loire), est un administrateur et général français.

## Biographie
Jean-Marie Gaspard Gauvilliers est le fils d'Antoine Gauvillier, seigneur de Trémolles, greffier en chef du bailliage de Charolles et receveur des tailles et impositions royales du Charolais, et de Claudine Pépin. Parent des intendants Perrin de Cypierre, il est le frère de l'agronome Claude de Gauvillier, receveur général des domaines du roi, et de Jean-François Claude Gauvilliers, receveur général des finances.
Il entre en service le 3 février 1774, comme grenadier au régiment de Poitou, il est libéré le 7 février 1777, et, entrant dans la Ferme générale, il occupe successivement les fonctions de contrôleur des actes et inspecteur de la régie et de l’enregistrement à Châteauneuf, Sainte-Hermine, Château-du-Loir et Laval, puis de vérificateur de la généralité de Tours à Saumur et contrôleur des actes à Angers. Il épouse Mlle Belland, fille de Jean-Julien Belland de La Fosse, directeur et receveur général des domaines du roi, et sœur du diplomate Mathieu Belland (marié à Mlle de Lesseps).
En août 1789, il est élu capitaine, commandant la 1re compagnie de la garde nationale d'Angers, apaise une révolte des ouvriers des ardoisières, et devient major le 1er juillet 1790, commandant de la garde nationale de Ponts-de-Cé. Le 18 juillet 1791, il est inspecteur de la 2e division de l'enregistrement de Maine-et-Loire, puis le 3 février 1793, il est nommé adjudant général, chef de légion de la garde nationale du district d'Angers.
Il est promu général de brigade provisoire le 28 juin 1793, par les représentants du peuple, et le 30 juillet 1793, il est fait général de division par le conseil exécutif auprès de l'armée des Côtes de la Rochelle. Il est démis de ses fonctions le 30 septembre 1793.
Le 29 août 1794, il est relevé de sa suspension, mais il n’est pas réintégré dans l’armée. En décembre 1794, il reprend une carrière administrative, comme receveur des domaines nationaux, puis inspecteur d'enregistrement à la 1re division du département du Loiret. Le 9 mars 1796, il est directeur de la régie de l'Enregistrement et des Domaines du département de Lys (Bruges), puis le 1er août de la Nièvre (Nevers).
Le 22 novembre 1803, il est nommé membre de l'Académie de législation, puis de l'Athénée de la langue française en 1807. À la Restauration, il se rallie, l'un des premiers, aux Bourbon.

## Sources
- (en) « Generals Who Served in the French Army during the Period 1789 - 1814: Eberle to Exelmans »
- Jean Marie Gaspard Gauvilliers  sur roglo.eu
- Desmé de Chavigny, Histoire de Saumur pendant la révolution, 1891.
- (pl) « Napoléon.org.pl »
- Docteur Robinet, Jean-François Eugène et J. Le Chapelain, Dictionnaire historique et biographique de la révolution et de l'empire, 1789-1815, Librairie Historique de la révolution et de l’empire, 886 p. (lire en ligne), p. 27.
- État, finances et économie pendant la Révolution française: colloque tenu à Bercy les 12, 13, 14 octobre 1989, Comité pour l'histoire économique et financière de la France, 1991